# Filocrono
El filocrono es la tasa de aparición de hojas es decir,  el periodo intermedio entre la aparición secuencial de hojas en el tallo principal de una planta, también se traduce como la aparición de la hoja−1. Esta medida está utilizada por botánicos y agrónomos para describir el crecimiento y desarrollo de plantas, especialmente cereales. El término filocrón se describió por primera vez en 1966. El intervalo entre la aparición de las hojas se puede registrar tanto en medidas estándar de tiempo como en tiempo térmico (por ejemplo, unidades de grado de crecimiento). Se agrega una unidad de fitómero en el transcurso de un filocrón. No se ha desarrollado una ecuación significativamente robusta para predecir filocronos.

## Variación
Los aumentos de filocron en los cereales se correlacionan con las unidades de grado de crecimiento de una manera ligeramente curvilínea. En todos los cultivares de cereales, las fluctuaciones de temperatura son el factor principal que afecta la longitud del filocrono. Los factores secundarios menos importantes surgen en una serie de estudios diferentes y a veces contradictorios sobre la respuesta de los filocrones a la variación en la luz, el nivel de CO2, el riego, la disponibilidad de nitrógeno, salinidad, propiedades de tierra, plantando profundidad, plantando tiempo, y genotipo. En cereales, el filocron puede variar en velocidad entre el tallo principal y los macollos. puede o no ser igual al tiempo que tarda una hoja en crecer. Es más preciso determinar el valor en un estudio de laboratorio que en el campo, ya que los estudios de campo no siempre han notado la relación no lineal entre la temperatura y la apariencia de las hojas.